# Красненська сільська рада (Згурівський район)
| Красненська сільська рада — орган місцевого самоврядування у Згурівському районі Київської області з адміністративним центром у с. Красне. Історична дата утворення: в 1927 році. Водоймища на території, підпорядкованій даній раді: р. Супій. Сільській раді підпорядковані населені пункти: - с. Красне - с. Олександринівка |

## Склад ради
Рада складається з 14 депутатів та голови.

### Керівний склад ради
| ПІБ                            | Основні відомості                                                                      | Дата обрання | Дата звільнення |
| ------------------------------ | -------------------------------------------------------------------------------------- | ------------ | --------------- |
| Сердюк Марія Миколаївна        | Сільський голова, 1956 року народження, освіта, Всеукраїнське об'єднання «Батьківщина» | 26.03.2006   | 31.10.2010      |
| Рябокрис Станіслав Миколайович | Сільський голова, 1965 року народження, освіта середня загальна, член Партії регіонів  | 31.10.2010   |                 |

Примітка: таблиця складена за даними джерела